# Tuindorp Nieuwendam

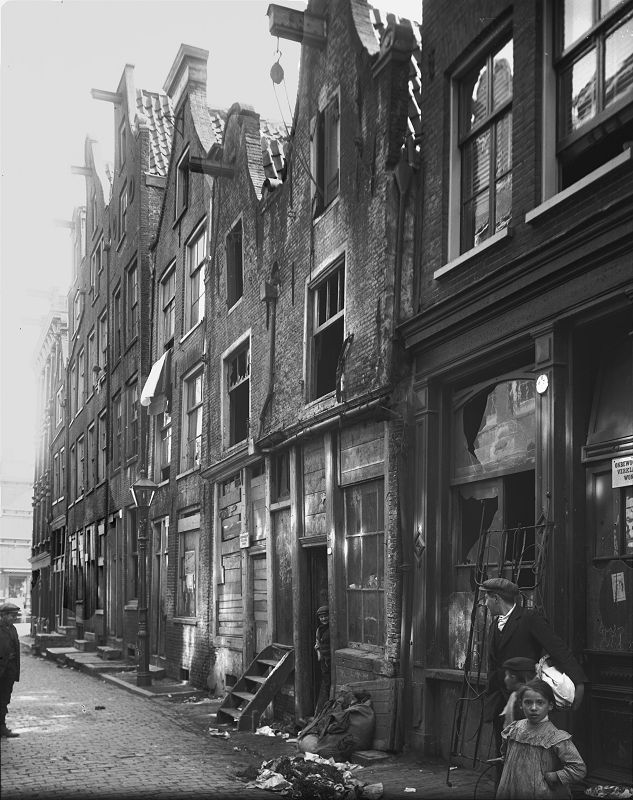
Krotten in de Amsterdamse Jodenbuurt anno 1925.

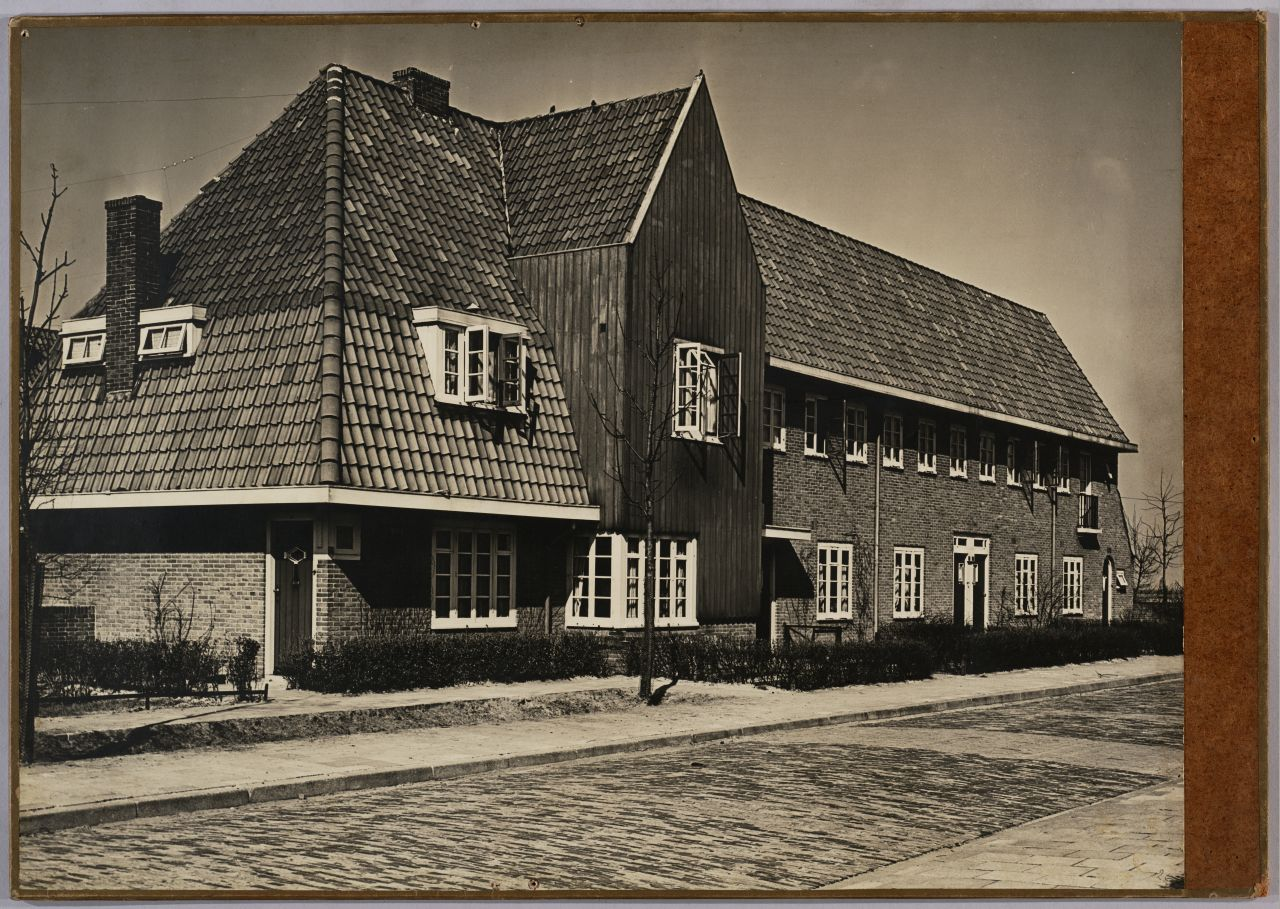
Woonhuizen Tuindorp Nieuwendam, Ilpendammerstraat, Amsterdam. Architect: Jan Boterenbrood.

De Amsterdamse wijk Tuindorp Nieuwendam (3418 inwoners in 2012) ontleent zijn naam aan het gelijknamige dijkdorp. De wijk is gelegen in stadsdeel Amsterdam-Noord (in de Nederlandse provincie Noord-Holland) tussen het water van de Kleine Die en de Schellingwouderbreek, en tussen de Watergangseweg en de Nieuwendammerdijk.

## Woningnood
De aanleg en bouw van tuindorpen gebeurde onder regie van de gemeente Amsterdam, na de annexatie van de buurgemeenten Sloten, Buiksloot, Nieuwendam, Ransdorp, Watergraafsmeer en een deel van Nieuwer-Amstel op 1 januari 1921. In deze periode heerste grote woningnood, terwijl tegelijkertijd op grote schaal woningen in de Amsterdamse binnenstad onbewoonbaar moesten worden verklaard, zoals op Uilenburg, Rapenburg en in de Jordaan. Hiervoor werden plannen ontwikkeld voor vervangende volkswoningbouw, waarvoor in de bestaande stad geen ruimte was.

## Tuindorp

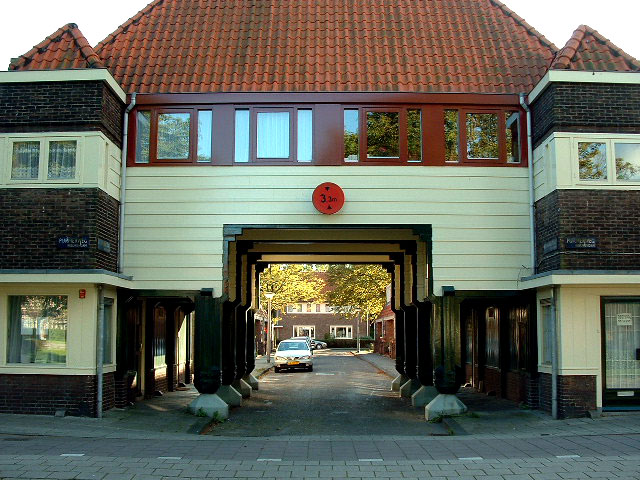
Poortwoning, ontworpen door Berend Boeyinga.

De tuindorpen in de Watergraafsmeer, Nieuwendam, Buiksloot, de Buiksloterham en bij Oostzaan zijn te danken aan de vooruitstrevende wethouders Floor Wibaut en Monne de Miranda, en de dadendrang van de directeur van de Gemeentelijke Woningdienst Amsterdam, Arie Keppler. Zij hadden vergaande idealen voor een menswaardiger bestaan voor de arbeiders en hun gezinnen, en werden geïnspireerd door de ideeën over tuinsteden van Ebenezer Howard voor een betere, leefbare omgeving voor arbeiders. Tuindorp Nieuwendam werd wel beschouwd als een van de mooiste tuindorpen en daarmee de kroon op hun werk tot dan toe.

## Nieuwendam
Tuindorp Nieuwendam is aangelegd in 1924-1934 door de gemeente Amsterdam, even ten noorden van het oude dorp Nieuwendam en ten oosten van de Nieuwendammerstraat, waar de Bouwvereeniging Nieuwendams Belang in 1915 was begonnen aan de bouw van arbeiderswoningen. Een hele woonwijk met dergelijke arbeiderswoningen en villa's had al jaren gereed moeten zijn, zoals het was bedacht in een uitbreidingsplan van de gemeente Nieuwendam uit 1909. Hiervan was de bouw gestokt door de watersnoodramp van 1916 en de gestegen bouwkosten door de Eerste Wereldoorlog. Daardoor was een groot deel van het gebied dat in het uitbreidingsplan van 1909 was aangewezen als nieuwe woonwijk, nog onbebouwd gebleven.
De behoefte aan degelijke en betaalbare woningen voor arbeidersgezinnen was echter groot. Er waren in Amsterdam-Noord nieuwbouwlocaties nodig om een tegenwicht te bieden aan de verpauperde volksbuurten in de binnenstad. Bovendien wilde men de groeiende groep arbeiders van de nieuwe industrieën en scheepsbouw aan de noordoevers van het IJ dicht bij hun werk huisvesten, om te voorkomen dat een dure oeververbinding tussen de binnenstad en Amsterdam-Noord nodig zou worden. De plannen die er lagen in Nieuwendam, strookten echter niet met de vooruitstrevende ideeën die men aan de andere kant van het IJ had over volkshuisvesting. Oud-burgemeester mr. dr. J. Versteeg van Nieuwendam werd secretaris van de Gemeentelijke Woningdienst, en kwam in zijn nieuwe werkkring tot het inzicht dat het oorspronkelijke plan vele tekortkomingen had.

## Berend Boeyinga
Het nieuwe stedenbouwkundig plan werd gemaakt door de architect Berend Boeyinga, destijds nog in dienst bij de Gemeentelijke Woningdienst. De wijk heeft een besloten landelijk karakter met pleintjes en straten met een korte zichtlijn. De bouwhoogte was maximaal twee lagen met een kap. Tussen de woningen zijn gemeenschappelijke grasvelden aangelegd. Tussen 1930 en 1934 werd het tuindorp aan de oostzijde van de Volendammerweg en de Monnickendammerweg al uitgebreid met meer dan honderd woningen.

## Hoogtepunt
De woningbouw was voor die tijd zeer modern. Zo waren de woningen voorzien van een badkamer. De bouwstijl van Tuindorp Nieuwendam is een hoogtepunt in de landelijke variant van de Amsterdamse School. Bijzonder is de combinatie van zadeldaken met pannen en houten gevelbekleding. Berend Boeyinga zelf heeft de kenmerkende winkels met luifels en poortwoningen ontworpen aan het centraal gelegen Purmerplein. Deze zijn nu rijksmonument, net als de zogenoemde keukenwoningen in de achter de poortwoningen liggende straten en de zogenoemde bankwoningen rondom het Monnickendammerplantsoen. Andere architecten die bijdroegen aan Tuindorp Nieuwendam, waren Jan Boterenbrood, J.H. Mulder, Jordanus Roodenburgh en Jouke Zietsma (1893-1962).

## Schoolgebouw
Ook het schoolgebouw aan het Wognummerplantsoen is rijksmonument. De bouwstijl van dit gebouw uit 1925 is kubistisch en wijkt daarmee af van de overige bebouwing. Het voormalige schoolgebouw aan de Schermerstraat (ontworpen door P.L. Marnette in 1924-1925) is versierd met de beelden 'Fluitende Faun' en 'Joris op het paard met slangenkop' van Hildo Krop.

## Verkeer

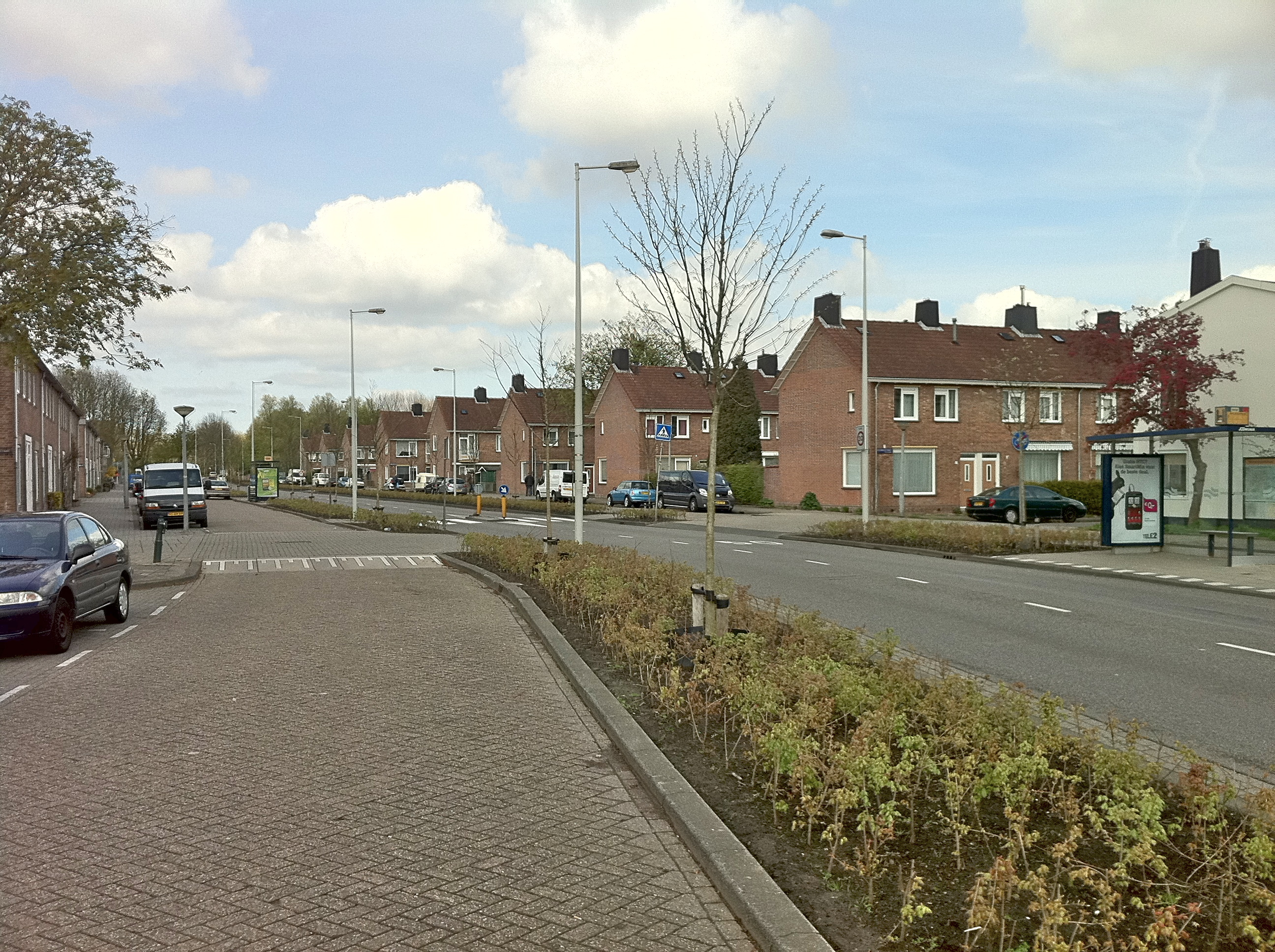
Uitbreiding Nieuwendam na 1950 rond de Purmerweg.

In de oorspronkelijke opzet lag Tuindorp Nieuwendam sterk geïsoleerd ten opzichte van de rest van Amsterdam. Al het verkeer moest via de smalle Nieuwendammerdijk. Door het isolement is een uitzonderlijk actief verenigingsleven ontstaan. Pas na de Tweede Wereldoorlog is aan de westzijde de Purmerweg en Nieuwe Purmerweg aangelegd, samen met nieuwbouw van woningen. Rond het Enkhuizerplein kwamen duplexwoningen. Deze Airey-woningen uit 1949 waren ontworpen door Johannes F. Berghoef.

## Gemeentewoningen privaat bezit
De Gemeentelijke Woningdienst, die alle woningen in Tuindorp Nieuwendam verhuurde en beheerde, werd in 1965 omgedoopt tot Gemeentelijke Dienst Volkshuisvesting, terwijl de bouw en het beheer van de gemeentewoningen in handen kwam van het dienstonderdeel Gemeentelijk Woningbedrijf Amsterdam. Het Gemeentelijk Woningbedrijf werd in 1994 geprivatiseerd in de Stichting Het Woningbedrijf Amsterdam.
Het Woningbedrijf Amsterdam fuseerde in het eerste decennium van de 21e eeuw met woningcorporaties in Almere, Amsterdam, Haarlem en Haarlemmermeer tot de huidige Stichting Ymere, die de meeste woningen tegenwoordig verhuurt als sociale-huurwoningen. Een klein deel van de woningen is inmiddels verkocht aan huurders en andere particulieren.

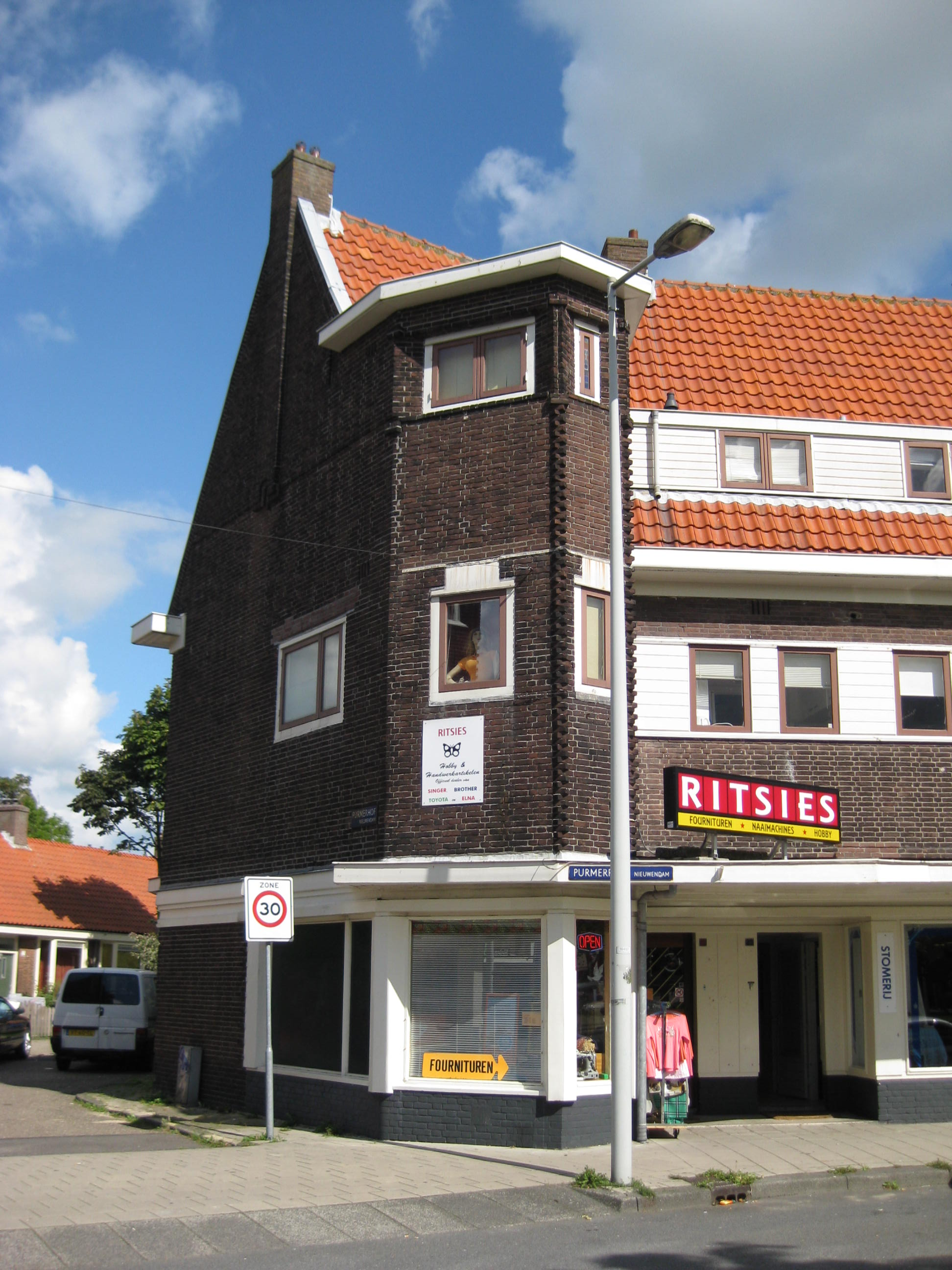
Winkels met daarboven woningen aan het Purmerplein, ontworpen door B.T. Boeyinga (rijksmonument).
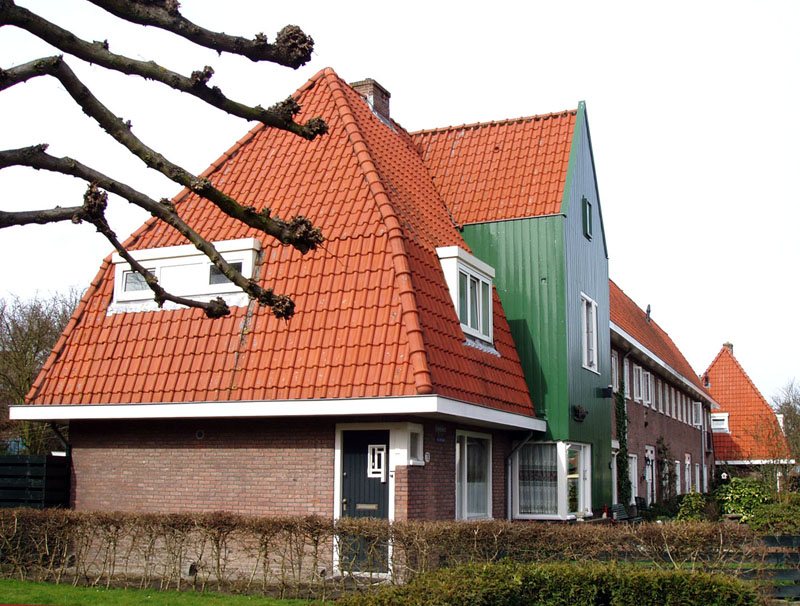
Huizenblok aan Purmerweg in Amsterdamse Schoolstijl, ontworpen door architect J. Boterenbrood.
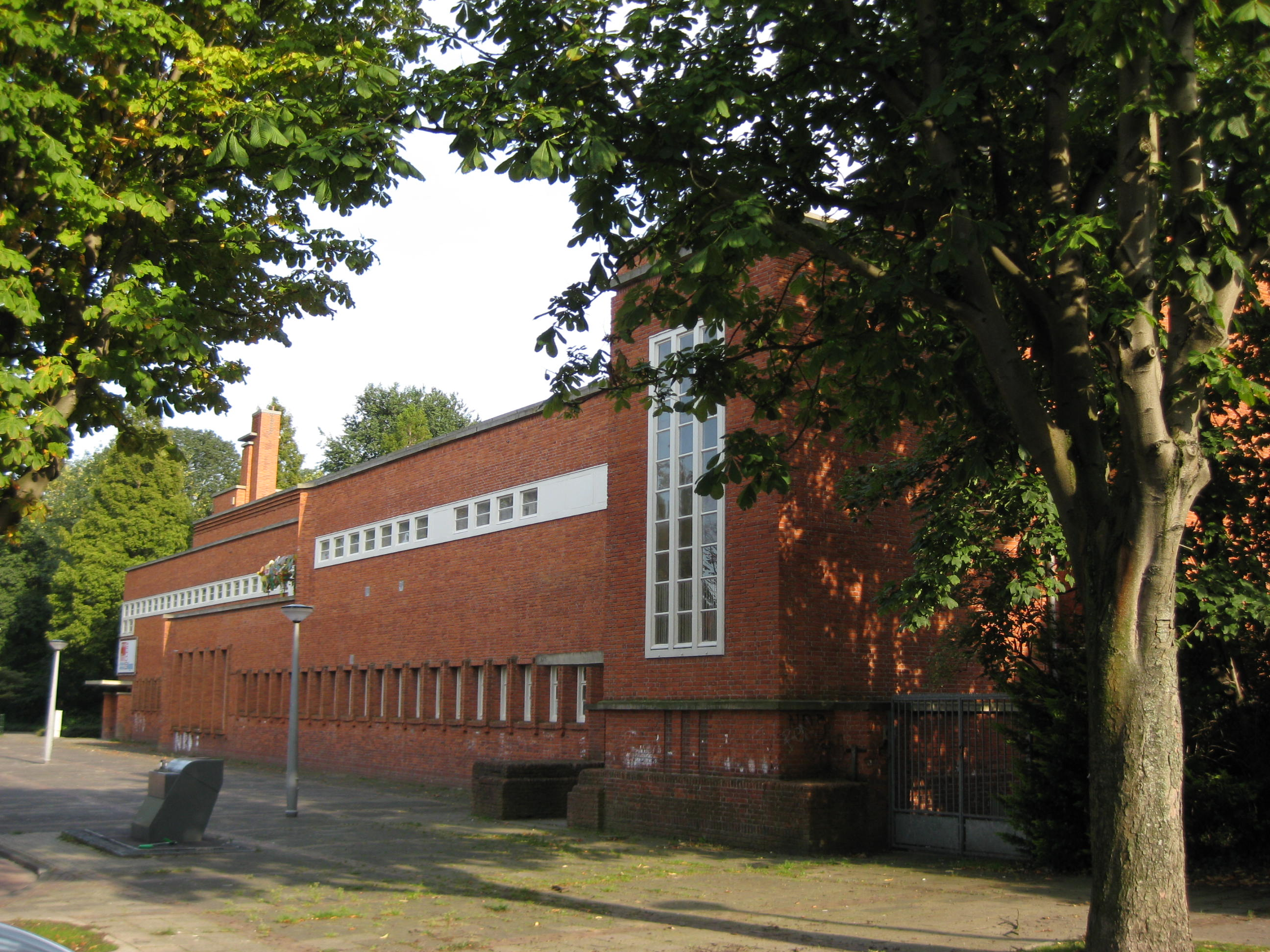
Schoolgebouw in kubistische bouwstijl aan Wognumerplantsoen (rijksmonument).
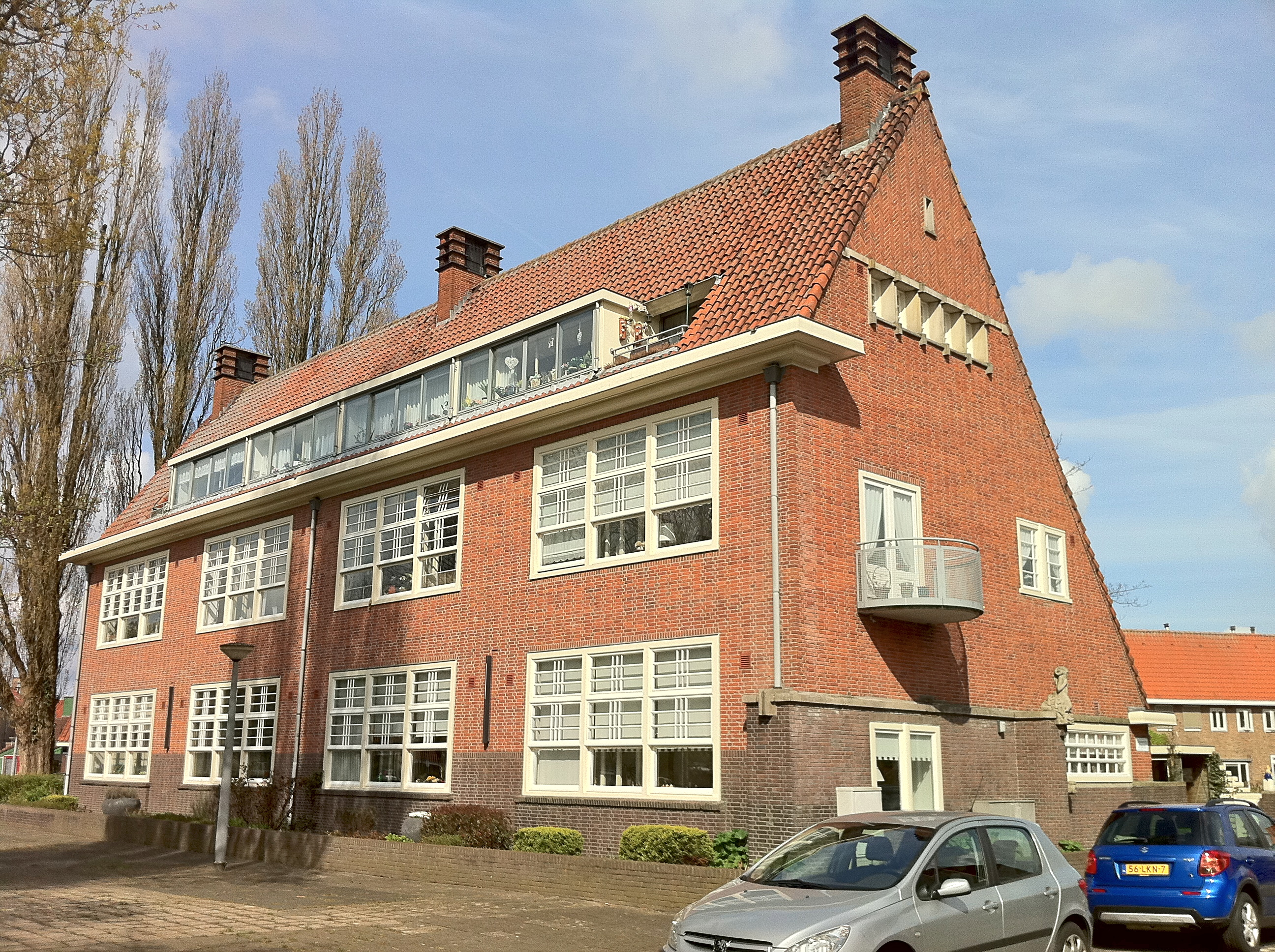
Schoolgebouw Schermerstraat.
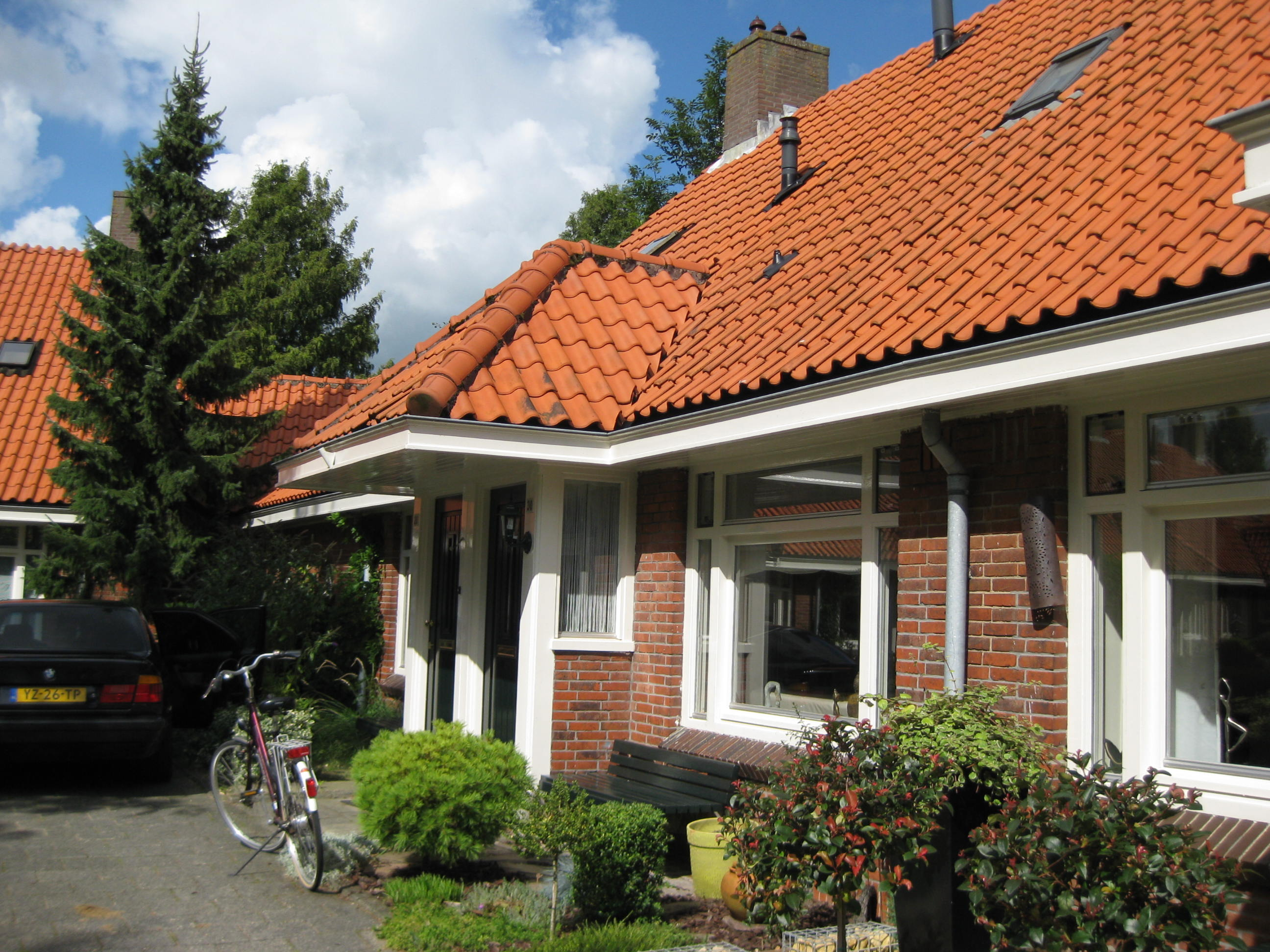
Bankwoningen aan het Monnickendammerplantsoen ontworpen door architect J.H. Mulder (rijksmonument).
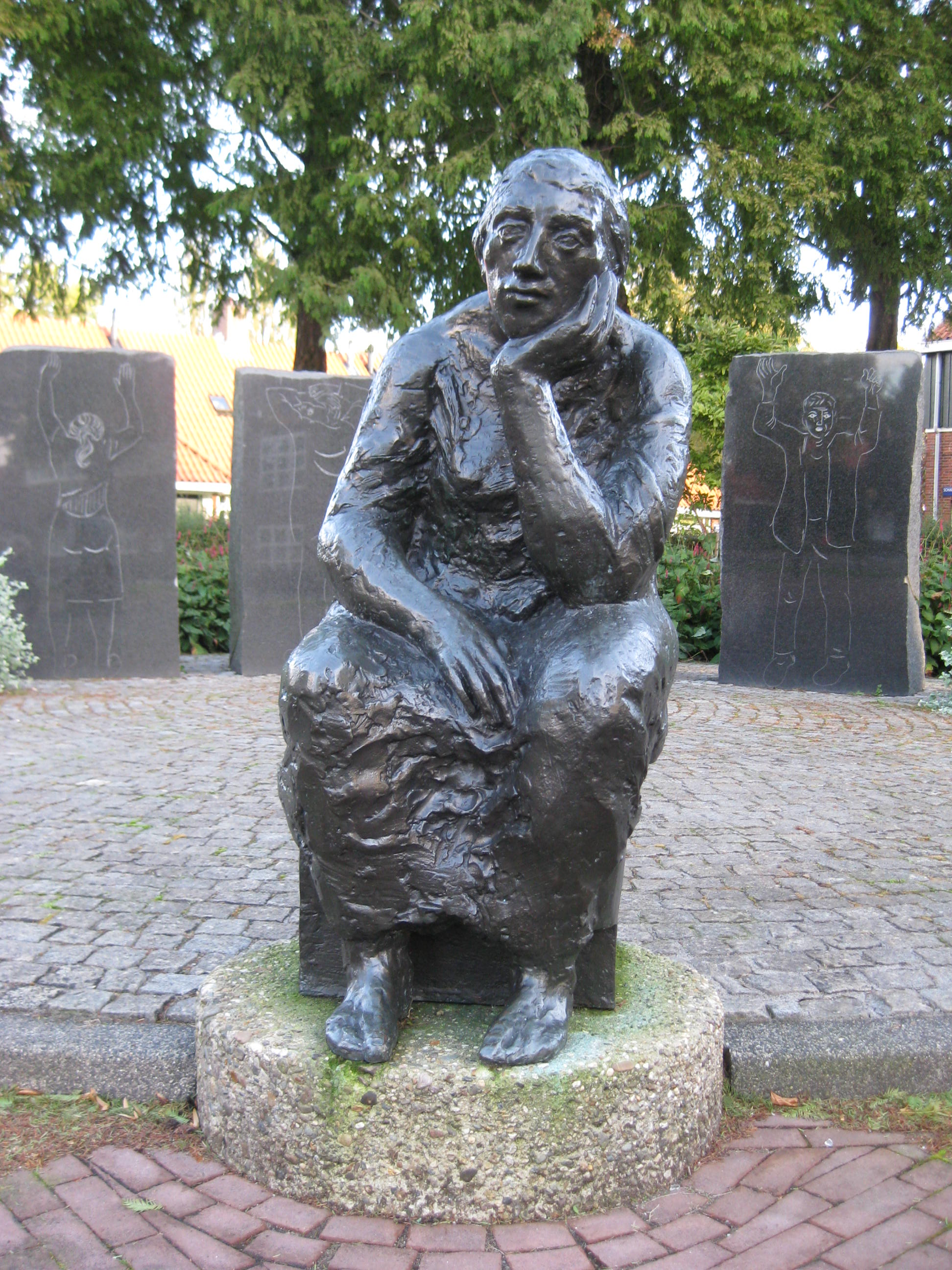
Bezinningsmonument aan het eind van de Purmerweg uit 1983 van Marius van Beek met enkele regels uit afscheidsbrief van verzetsstrijder Krijn Breur.
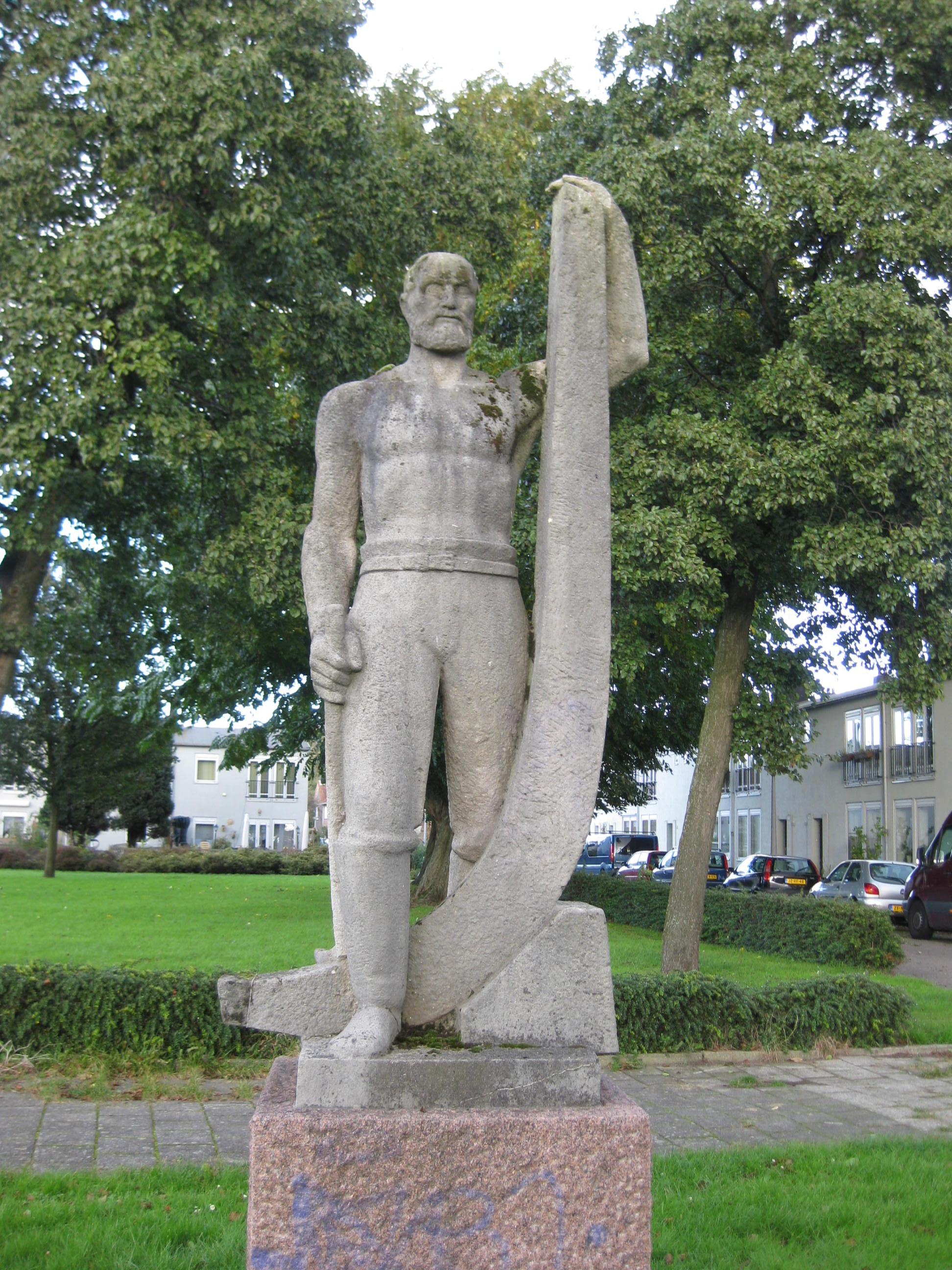
Beeld De Scheepstimmerman op het Enkhuizerplein uit 1960 van Johan Polet kijkend naar het dorp Nieuwendam, waar vroeger veel schepen gebouwd werden.
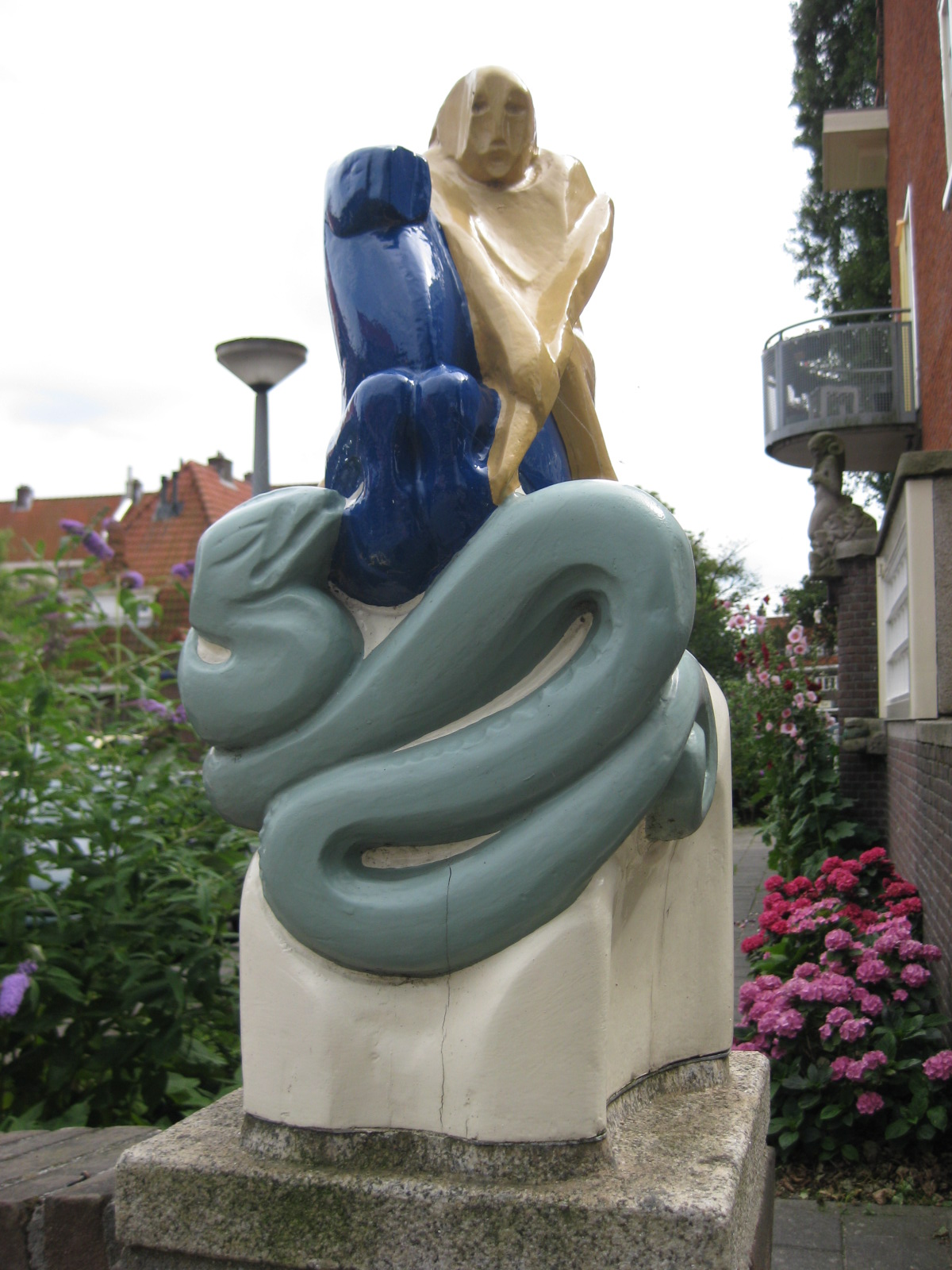
Joris op het paard met slangenkop op de Schermerstraat uit 1925 van Hildo Krop met op de achtergrond rechts de Fluitende Faun.

 Abberdaan · Admiralenbuurt · Amstel III · Amsteldorp · Amstelkwartier · Andreas Ensemble · Apollobuurt · ArenAPoort · Bajeskwartier · Banne Buiksloot · Bedrijventerrein Sloterdijk · Bellamybuurt · Betondorp · Bijlmer · Binnenstad · Bloemenbuurt · Borgerbuurt · Borneo · Bos en Lommer · Buiksloot · Buiksloterham · Buikslotermeer · Buiteneiland · Buitenveldert · Bullewijk · Burgwallen Oude Zijde · Burgwallen Nieuwe Zijde · Centrum Amsterdam Noord · Centrumeiland · Chassébuurt · Chinatown · Cremerbuurt (Amsterdam) · Cruquius · Czaar Peterbuurt · Da Costabuurt · Dapperbuurt · De Aker · De Baarsjes · De Bongerd · De Eendracht · De Heining · De Krommert · De 9 Straatjes · De Omval · De Pijp · Diamantbuurt · Driemond · Disteldorp · Dubbele Buurt · Duivelseiland · Duvelshoek · Elzenhagen · Erasmusparkbuurt · Floradorp · Frederik Hendrikbuurt · Funenpark · Gaasperdam · Gein · Geuzenveld · Gibraltarbuurt · Gouden Reael · Gulden Winckelbuurt · Grachtengordel · Haarlemmerbuurt · Hallenkwartier · Haven-Stad · Haveneiland · Havenstraatterrein · Helmersbuurt · Het Funen · Holendrecht · Hoofddorppleinbuurt · Houthaven · IJ-oevers · IJburg · IJdock · IJplein · Indische Buurt · Jan Maijenbuurt · Java-eiland · Jeruzalem · Jeugdland ·Jodenbuurt · Jordaan · Julianapark · Kadijken · Kadoelen · Kattenburg · Kinkerbuurt · KNSM-eiland · Kolenkitbuurt · Kop van Jut · Van der Kunbuurt · Laan van Spartaan · Landlust · Landstrekenbuurt · Lastage · Leidsebuurt · Lutkemeer · Marathonbuurt · Marineterrein · Marken · Marktkwartier · Medisch Centrum Slotervaart · Mercatorbuurt · Middelveldsche Akerpolder · Molenwijk · Museumkwartier · Nellestein · Nieuw Sloten · Amsterdam Nieuw-West · Nieuwe Pijp · Nieuwendam · Nieuwendammerdijk en Buiksloterdijk · Nieuwendammerham · Nieuwezijde · Nieuwmarkt · Noorderhof · Noordoever Sloterplas · Noordse Bos · Olympisch Kwartier · Omval · Ookmeer · Oostelijk Havengebied · Oostelijke Eilanden · Oostelijke Handelskade · Oostenburg · Oosterdokseiland · Oosterparkbuurt · Oostoever Sloterplas · Oostpoort · Oostzanerwerf · Osdorp · Oud Osdorp · Oud-Oost · Oud-West · Oud-Zuid · Oude Pijp · Oudezijde · Overamstel · Overhoeks · Overtoombuurt · Overtoomse Buurt · Overtoomse Veld · Park Haagseweg · Park de Meer · Plan van Gool · Plan West · Plan Zuid · Planciusbuurt · Plantagebuurt · Postjesbuurt · Prinses Irenebuurt · Rapenburg · Reigersbos · Riekerpolder · Rieteilanden · Rietlanden · Rivierenbuurt · Robert Scottbuurt · Roeterseiland · Ruigoord · Schinkel (bedrijventerrein) · Schinkelbuurt · Science Park · Sloten · Sloterdijk · Sloterdijk-Centrum · Slotermeer · Slotervaart · Sluisbuurt · Spaarndammerbuurt · Spieringhorn · Sporenburg · Sportheldenbuurt · Staatsliedenbuurt · Stadionbuurt · Steigereiland · Strandeiland · Teleport · Transvaalbuurt · Trompbuurt · Tuindorp Buiksloot · Tuindorp Buiksloterham · Tuindorp Nieuwendam · Tuindorp Oostzaan · Tuttifruttidorp · Van Tijenbuurt · Uilenburg · Universiteitskwartier · Valkenburg · Van der Kunbuurt · Van der Pekbuurt · Van Lennepbuurt · Venserpolder · Vlooienburg · Vogelbuurt · Vogeldorp · Vogeltjeswei · Volewijck · Vondelparkbuurt · Vrije Geer · Waalseiland · Watergraafsmeer · Waterlandpleinbuurt · Waterwijk · Weesp · Weesperbuurt · Weespertrekvaartbuurt · Weesperzijde · Westelijke Eilanden · Westelijke Tuinsteden · Westerdokseiland · Westerpark · Westpoort · Willemspark · Wittenburg · Zeeburg · Zeeburgereiland · Zeeheldenbuurt · Zuidas · Zuideramstel